# 從你的全世界路過
《从你的全世界路过》（英語：I Belonged to You），是2016年中國大陆愛情片，改編自人气作家张嘉佳的同名畅销小说《从你的全世界路过》。由张一白执导，邓超、白百何、杨洋、张天爱、岳云鹏、杜鹃、柳岩主演。定于2016年9月29日於中國大陆，美国，澳大利亚，新西兰，加拿大等地区上映。

## 劇情簡介
收听率最差的DJ－陈末（邓超飾），要和一个“菜鸟”女DJ－幺鸡（张天爱飾）合作一档节目。陈末不知道幺鸡是有目的而进入他的生活，更不知道他的生活和工作将因为幺鸡而变得大有不同。

## 演員陣容
| 演員姓名 | 角色名稱     | 剧情 |
| 邓超     | 陈末         | 曾與前女友（小容）下过赌注说收听率无第一就背着“我是蠢货”四个字游街，原本收听率第一的陈末因为幺鸡忽然生病而中途停止。后因幺鸡的出现而改变了分手后自暴自弃的画面，恢复拥有着暖男的嗓子。后爱上幺鸡，幺鸡卻離去。一年後與幺鸡在稻城相見，兩人之後似乎結了婚。 |
| 白百何   | 荔枝         | 勇猛的警察，看见茅十八就追，后来和茅十八结婚，在一次意外中，在茅十八设计的仪器通知下，茅十八为了救荔枝而受伤。 |
| 杨洋     | 茅十八       | 发明许多电子产品。励志发明app，希望能时时刻刻陪伴荔枝，因救荔枝而被捅了一刀。片尾說要去參加陳末的婚禮。 |
| 张天爱   | 幺鸡         | 曾打一通电话给电视台后无意让陈末说出对小容告白词，但小容贸然分手，全国听众都听到了。因为愧疚，去当了广播电台实习。在每个实习生抛弃陈末时，唯有幺鸡独自要跟陈末学习。後與陳末結了婚。                                                                       |
| 岳云鹏   | 朱飞（猪头） | 超爱燕子，但想要和燕子求婚那一天，燕子忽然提分手，然後猪头也消失了。 後來在一檔節目中看見豬頭身影 |
| 柳岩     | 燕子         | 与猪头相恋后回国提出分手。 |
| 杜鹃     | 小容         | 陈末前女友，大学时期开始和陈末谈恋爱。后提出分手。 |
| 廖学秋   | 陈末妈妈     | 患有老人痴呆症，一直告诉陈末要等儿子回家吃饭。 |
| 安韩瑾   | 导播         | - |
| 曹卫宇   | 曹总         | - |
| 汪启楠   | 健身听众     | - |
| 潘肖     | 吃面听众     | - |
| 曹涤非   | 台长         | - |
| 朱红     | 婚纱女       | - |
| 刘乐思   | 袁家泽       | - |
| 蓝可     | 电台考官     | - |
| 梁超     | 老陈         | - |
| 张爱钦   | 猪肉男       | - |
| 张美娥   | 大妈         | - |

## 票房
影片原定于国庆节前夕9月30日上映，后来档期提前至9月29日。首日票房报收6270万，位居当日票房榜首位。最终成绩8.14亿。
| 上一届： 《大话西游3》 | 2016年中国内地一周票房冠军 第40周 | 下一届： 《湄公河行动》 |

## 外部連結
- 电影从你的全世界路过的新浪微博
- 互联网电影数据库（IMDb）上《從你的全世界路過》的资料（英文）
- 时光网上《從你的全世界路過》的資料（简体中文）
- 豆瓣电影上《從你的全世界路過》的資料 （简体中文）